# Kanton Plélan-le-Grand
Der Kanton Plélan-le-Grand war von 1790 bis 2015 ein französischer Wahlkreis im Arrondissement Rennes, im Département Ille-et-Vilaine und in der Region Bretagne; sein Hauptort war Plélan-le-Grand. 

## Geschichte
Der Kanton entstand am 15. Februar 1790. Von 1801 bis 2015 gehörten acht Gemeinden zum Kanton Plélan-le-Grand. 2015 wurde der Kanton aufgelöst und die Gemeinden wechselten zu anderen Kantonen.

## Lage
Der Kanton lag im Westen des Départements Ille-et-Vilaine. 

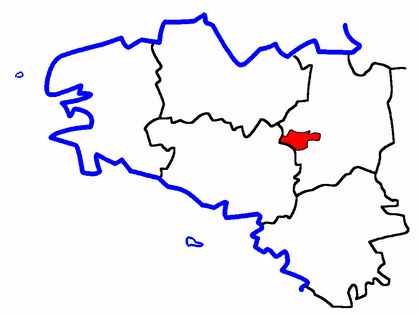
Lage des Kantons Plélan-le-Grand innerhalb der Bretagne

## Gemeinden
| Gemeinde            | Bretonisch            | Einwohner (2022) | Fläche (km²) | Code postal | Code Insee |
| ------------------- | --------------------- | ---------------- | ------------ | ----------- | ---------- |
| Bréal-sous-Montfort | Breal-Moñforzh        | 6.430            | 33.82        | 35310       | 35037      |
| Maxent              | Skirioù-Masen         | 1.457            | 39.72        | 35380       | 35169      |
| Monterfil           | Mousterfil            | 1.352            | 16.94        | 35160       | 35187      |
| Paimpont            | Pemport               | 1.778            | 110.28       | 35380       | 35211      |
| Plélan-le-Grand     | Plelann-Veur          | 4.063            | 49.74        | 35380       | 35223      |
| Saint-Péran         | Sant-Pêran            | 415              | 9.37         | 35380       | 35305      |
| Saint-Thurial       | Sant-Turiav-Porc'hoed | 2.165            | 18.01        | 35310       | 35319      |
| Treffendel          | Trevendel             | 1.327            | 18.98        | 35380       | 35340      |
| Kanton              | Plelann-Veur          | 16.805           | 296.86       | -           | 3527       |

## Politik
Der Kanton hatte bis zu seiner Auflösung folgende Abgeordnete im Rat des Départements:  
| Vertreter im conseil général des Départements | Vertreter im conseil général des Départements | Vertreter im conseil général des Départements |
| Amtszeit                                      | Name                                          | Partei                                        |
| --------------------------------------------- | --------------------------------------------- | --------------------------------------------- |
| 1945–1949                                     | Yves Kerhervé                                 | Radicaux indépendants                         |
| 1949–1961                                     | Félix Ferran                                  | Rad., dann DVD                                |
| 1961–1967                                     | Emmanuel Chalmet                              | DVD                                           |
| 1967–1979                                     | Pierre du Chelas                              | DVD, dann RPR                                 |
| 1979–2004                                     | Marie-Joseph Bissonnier                       | DVD                                           |
| 2004–2015                                     | Rozenn Geffroy                                | PS                                            |